# Kanton Cœur de Puisaye
Kanton Cœur de Puisaye (fr. Canton de Cœur de Puisaye) je francouzský kanton v departementu Yonne v regionu Burgundsko-Franche-Comté. Tvoří ho 24 obcí. Zřízen byl v roce 2015.

## Obce kantonu
- Beauvoir
- Bléneau
- Champcevrais
- Champignelles
- Diges
- Dracy
- Égleny
- Fontaines
- Lalande
- Lavau
- Leugny
- Mézilles
- Moulins-sur-Ouanne
- Parly
- Pourrain
- Rogny-les-Sept-Écluses
- Ronchères
- Saint-Fargeau
- Saint-Martin-des-Champs
- Saint-Privé
- Tannerre-en-Puisaye
- Toucy
- Villeneuve-les-Genêts
- Villiers-Saint-Benoît